# Daisy Ducati
Pour les articles homonymes, voir Ducati.
Daisy Ducati (née le 8 décembre 1989 à San Francisco) est une actrice pornographique américaine.

## Carrière
Daisy Ducati commence sa carrière comme mannequin à côté de ses études puis modèle fétichiste et en 2013 dans la pornographie queer. Dans l'industrie mainstream, elle tourne dans des parodies.
Elle est récompensée aux AVN Awards en 2022 dans la catégorie Performeuse de niche de l'année (Niche Performer of the Year) et en 2023 dans la catégorie Interprète de spécialité niche de l’année (Niche Specialty Performer of the Year).
À côté de sa carrière d'actrice, elle a une activité de dominatrice,.